# 勝川春章 (2代目)
二代目 勝川春章（にだいめ かつかわ しゅんしょう、生没年不詳）とは、江戸時代の浮世絵師。

## 来歴
勝川春英の門人。はじめ松井春幸と称した。春英の門人となって勝宮川、勝川の画姓を称し、旭松井と号す。作画期は文化から天保の頃にかけてで、武者絵のほかに役者絵も描いたという。武者絵の作で大判3枚続「源頼光鬼童丸ヲ退治之図」があり、これは「春幸」と落款している。天保3年（1832年）刊行の狂歌本『衣食住狂歌集』の挿絵には「春幸改メ旭松井春章」とあり、この時期から春章を名乗ったと見られる。